# Coivert
Coivert ist eine französische Gemeinde mit 196 Einwohnern (Stand: 1. Januar 2022) im Département Charente-Maritime in der Region Nouvelle-Aquitaine (vor 2016: Poitou-Charentes); sie gehört zum Arrondissement Saint-Jean-d’Angély und zum Kanton Matha. Die Einwohner werden Coivertains und Coivertaines genannt.

## Geographie
Coivert liegt etwa 75 Kilometer ostsüdöstlich von La Rochelle in der Saintonge. Umgeben wird Coivert von den Nachbargemeinden Villeneuve-la-Comtesse im Norden, Saint-Séverin-sur-Boutonne im Nordosten, Dampierre-sur-Boutonne im Osten, Blanzay-sur-Boutonne im Osten und Südosten, Saint-Martial und La Jarrie-Audouin im Süden, Vergné im Westen sowie La Croix-Comtesse im Nordwesten.

## Bevölkerungsentwicklung
| Jahr                       | 1962 | 1968 | 1975 | 1982 | 1990 | 1999 | 2006 | 2019 |
| Einwohner                  | 310  | 275  | 249  | 245  | 222  | 219  | 228  | 215  |
| Quellen: Cassini und INSEE |      |      |      |      |      |      |      |      |

## Sehenswürdigkeiten
- Kirche Saint-Vivien (siehe auch: Liste der Monuments historiques in Coivert)

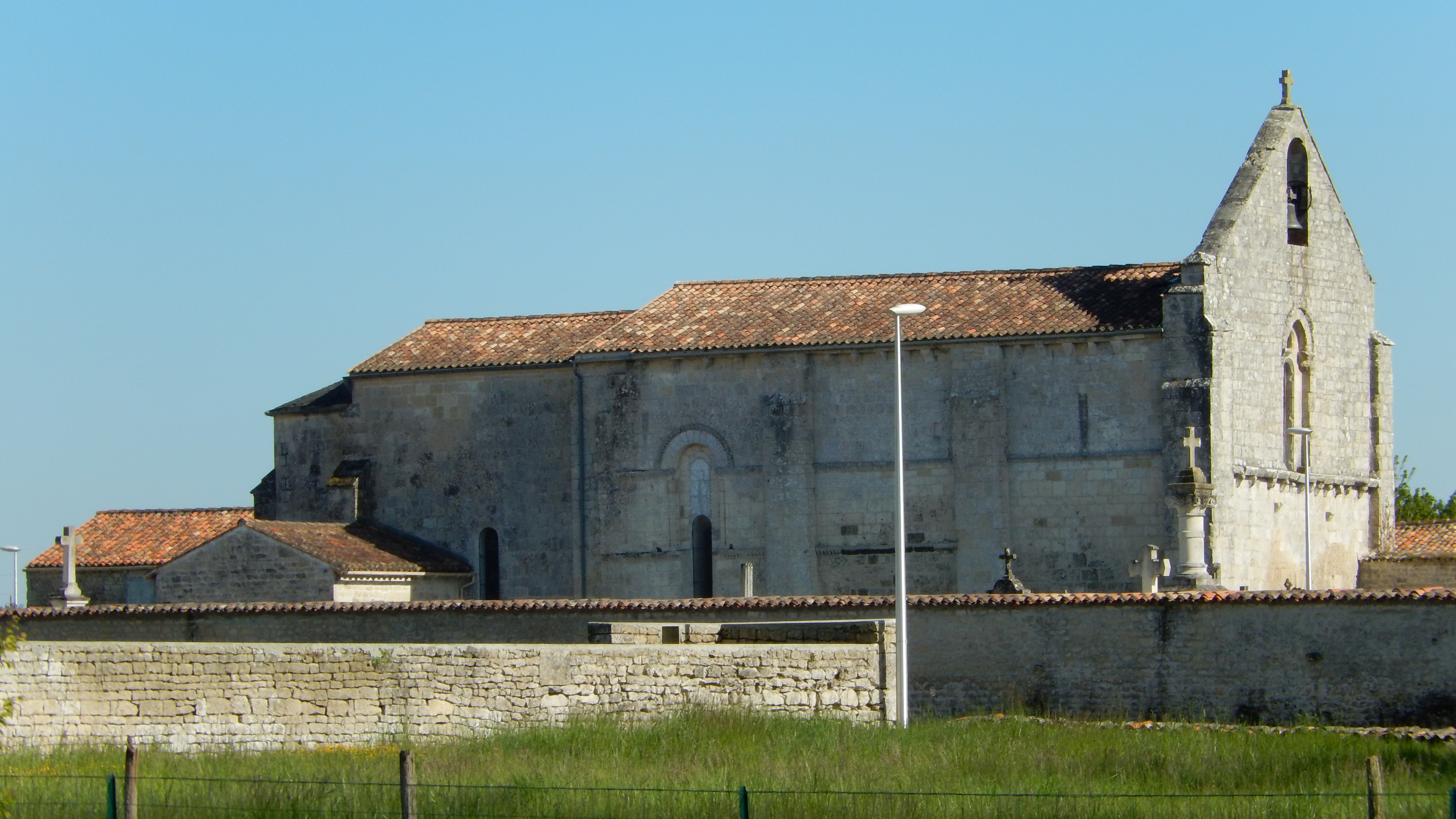
Kirche Saint-Vivien